# 第三次英缅战争
第三次英缅战争（英語：Third Anglo-Burmese War）爆发于1885年，战争持续了几个星期，但是少量的地方部队负隅顽抗至1887年。这是十九世纪大英帝國侵略缅甸的第三场战争，英国最终占领了缅甸。

## 背景
缅甸在1878年發生繼承危机後，英国和缅甸中断了外交关系，并撤出了駐缅甸的英国官員。英国打算發动一场新的战争，但是由于在非洲和阿富汗的持续的战争，使英国不得不放弃即時对缅甸開战。
在19世紀80年代，英国开始关注缅甸和法国之间的联系。印度支那的战争让法国人进入了缅甸。1883年，一个缅甸的高级代表团动身前往欧洲。

## 战争
儘管英軍對上缅甸內陸這片被茂密的森林包圍的土地並不熟悉，但是英國的蒸汽船時常在伊洛瓦底江上奔馳，知道由水路可迅速直達缅甸首都曼德勒。加上在仰光的伊洛瓦底船队公司擁有大量輕型蒸汽軍艦，他們知道這樣就能輕易佔領缅甸。
哈利·普倫德加斯特少將擔任這次入侵的指揮官。他統率3,029英軍、6,005印度火槍軍、67門大砲及至少55艘軍艦及在艦上設置24挺機關槍以控制河道。
英國利用受到緬甸政府科以罰款的英商孟買伯馬貿易公司的上訴作為發動戰爭的口實，企圖兼併整個緬甸。10月22日，英國向緬甸政府發出最後通牒，要求賦予英國監督緬甸外事活動的權力。緬甸方面接受了這項要求。儘管如此，預先部署好的英軍還是發動了進攻。
11月14日，英軍開始發動攻擊，由於緬甸軍隊毫無準備，在零星抵抗的情況下，英軍迅速佔領敏赫拉。加上英軍訛稱只是要推翻缅甸國王錫袍，另立新君，並無意侵佔缅甸。缅甸人民大多並不抵抗英軍。
11月26日，英軍進逼至阿瓦，錫袍派出特使議和，因而放棄抵抗。11月28日，英軍進入曼德勒，錫袍成為階下囚。全戰只用了14日便完成。貢榜王朝滅亡，錫袍被囚於王宮之中。其後錫袍與他的王后和子女們被帶往印度的勒德納吉里（Ratnagiri），在那裡度過了餘生。

## 吞并和抵抗
1886年1月1日，缅甸被宣布为英国领地，作为英属印度的一个独立省。英国同样扩大了在克欽山和欽山的控制区域。这些土地从名存实亡的貢榜王朝接管过来，还包括中国政府与缅甸争执北缅甸的领土。1937年，英国将缅甸从英属印度中分离出来，成为一块单独的殖民地。
为了反击英国的奴役，缅甸境内开展了反对占领者的游击战争。直至十九世纪末，才被英国人镇压下去。

## 国际社会的反映
1885年（清光绪十一年）：英国将缅甸武力并入英属印度后，云南总督岑毓英据情上奏。中国政府命驻英公使曾纪泽向英国抗议，表达占领无效。
1886年（清光绪十二年六月）：中国与英国在北京签订《中英缅甸条约》，“规定中国承认英国对缅甸有支配权，但缅甸对中国仍照往例，十年一贡。至于中缅边境未定界，应由两国会商勘定。”